# TKO Major League MMA
TKO Major League MMA, dawniej Universal Combat Challenge – kanadyjska organizacja promująca mieszane sztuki walki (MMA). Ówcześnie największa organizacja w kraju. Właścicielem był Stéphane Patry. 15 listopada 2008 roku organizacja została zamknięta z powodu rezygnacji Patrego ze stanowiska prezydenta organizacji. W lipcu 2016 organizacja wznowiła działalność.

## Historia
2 czerwca 2000 roku zorganizowano pierwszą galę w Montrealu pod nazwą Universal Combat Challenge. Między dużymi, numerowanymi galami, miał miejsce cykl mniejszych – Provincial Ground, mający na celu kreowanie i promowanie młodych, perspektywicznych lokalnych zawodników.
22 marca 2003 odbyła się ostatnia gala UCC. Jeszcze w tym samym roku, we wrześniu organizacja ponownie zaczęła funkcjonować, lecz pod inną nazwą – TKO Major League MMA i nowym właścicielem, Stéphanem Patry. Wszystkie pasy mistrzowskie UCC, krajowe i międzynarodowe zostały zunifikowane do pasów TKO. Początkowo walki odbywały się w ringu bokserskim, po czasie został on zastąpiony klatką, tzw. oktagonem.
W latach 2003–2008 TKO było największą organizacją w Kanadzie oraz jedną z czołowych w Ameryce Północnej. Wielu znanych dzisiaj kanadyjskich zawodników zaczynało swoje kariery właśnie w niej, byli to m.in. Georges St-Pierre, David Loiseau, Mark Hominick czy Sam Stout. 29 września 2006 roku pochodzący z Polski Krzysztof Soszyński został międzynarodowym mistrzem TKO wagi ciężkiej.
W ciągu 8 lat działalności, zorganizowano 46 zawodowe gale MMA pod szyldami UCC/TKO, w tym dwie poza granicami Kanady. Gale były transmitowane w telewizji Spike.
Po ponad 8 latach, w lipcu 2016 Stéphane Patry ogłosił reaktywację organizacji. 4 listopada 2016 odbyła gala TKO 36: Resurrection. W walce wieczoru zmierzyli się ze sobą były zawodnik TKO Chris Horodecki i Derek Gauthier.
12 września 2016 organizacja nawiązała współpracę odnośnie do transmisji gal z krajową telewizją Fight Network, a 13 września z platformą internetową UFC Fight Pass na transmisję przez internet.
8 grudnia 2017 rozdano pierwsze mistrzowskie pasy w wadze koguciej, piórkowej, lekkiej, średniej i ciężkiej.

## Kategorie wagowe
- ciężka (do 120 kg / 265 lb)
- półciężka (do 93 kg / 205 lb)
- średnia (do 84 kg / 185 lb)
- półśrednia (do 77 kg / 170 lb)
- lekka (do 70 kg / 155 lb)
- piórkowa (do 66 kg / 145 lb)
- kogucia (do 57 kg / 135 lb)

## Mistrzowie

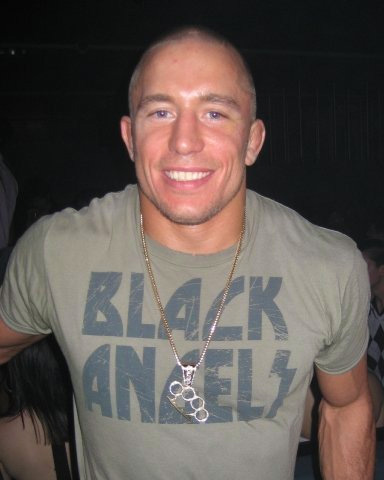
Georges St-Pierre – były mistrz TKO Major League w wadze półśredniej

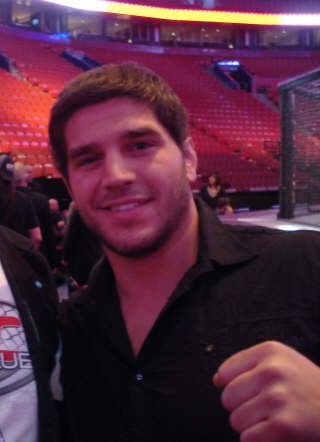
Patrick Côté – były mistrz TKO Major League w wadze średniej

Pasy mistrzowskie UCC zostały zunifikowane w 2003 do pasa TKO. UCC/TKO organizowało walki o międzynarodowe mistrzostwo świata oraz do 2004 roku krajowe tzw. „Canadian Champion”. Krajowe pasy zostały zunifikowane z pasami międzynarodowymi w 2004 roku poprzez pojedynki międzynarodowych mistrzów z krajowymi lub promocję właściciela (np. w przypadku Georges’a St-Pierre’a). Od wznowienia działalności w 2016 organizacja wprowadziła własny ranking zawodników i system punktowy który wyłania najlepszych zawodników w danej kategorii wagowej którzy następnie mierzą się ze sobą o mistrzostwo.
| Kategoria  | Waga               | Mistrz               | Od             | Obrony tytułu |
| ---------- | ------------------ | -------------------- | -------------- | ------------- |
| Ciężka     | do 120 kg (265 lb) | Adam Dyczka          | 8 grudnia 2017 | 0             |
| Półciężka  | do 93 kg (205 lb)  | wakat                |                |               |
| Średnia    | do 84 kg (185 lb)  | Marc-André Barriault | 8 grudnia 2017 | 0             |
| Półśrednia | do 77 kg (170 lb)  | wakat                |                |               |
| Lekka      | do 70 kg (155 lb)  | Jesse Ronson         | 8 grudnia 2017 | 0             |
| Piórkowa   | do 66 kg (145 lb)  | TJ Laramie           | 8 grudnia 2017 | 0             |
| Kogucia    | do 57 kg (135 lb)  | Jesse Arnett         | 8 grudnia 2017 | 0             |

| Kategoria  | Waga               | Mistrz            | Od                | Obrony tytułu |
| ---------- | ------------------ | ----------------- | ----------------- | ------------- |
| Ciężka     | do 120 kg (265 lb) | Jacob Conliffe    | 26 listopada 2004 | 0             |
| Półciężka  | do 93 kg (205 lb)  | Patrick Côté      | 22 maja 2004      | 1             |
| Średnia    | do 84 kg (185 lb)  | David Loiseau     | 25 września 2004  | 1             |
| Półśrednia | do 77 kg (170 lb)  | Georges St-Pierre | 2004              | 0             |
| Lekka      | do 70 kg (155 lb)  | Donald Ouimet     | 26 listopada 2004 | 2             |
| Piórkowa   | do 66 kg (145 lb)  | Shane Rice        | 25 września 2004  | 0             |

Na galach UCC/TKO walczyli m.in. Jeremy Horn (mistrz UCC wagi półciężkiej i TKO wagi średniej), John Alessio (mistrz UCC wagi półśredniej), Duane Ludwig (mistrz UCC wagi lekkiej), Wagnney Fabiano (mistrz UCC i TKO wagi piórkowej), Ivan Menjivar, Chris Horodecki, T.J. Grant.